# Leonid Stadnyk
Leonid Stepanowytsch Stadnyk (ukrainisch Леонід Степанович Стадник; * 5. August 1970 in Podoljanzi, Rajon Tschudniw, Oblast Schytomyr; † 24. August 2014 ebenda) war ein Ukrainer, der als größter lebender Mensch mit einer Größe von 2,57 m im Guinnessbuch der Rekorde stand.

## Biografie
Das kontinuierliche Wachstum erfolgte aufgrund eines Tumors im Gehirn, der auf die Hypophyse drückte. Das hatte zur Folge, dass sein Körper vermehrt Wachstumshormone produzierte. Seitdem wuchs er kontinuierlich einen Zentimeter pro Jahr. Seine im Guinness-Buch der Rekorde eingetragene Größe beträgt 2,57 Meter. Er wog über 200 Kilogramm und hatte Schuhgröße 68.
Seine Größe war lange Zeit unklar, da er sich weigerte, sich messen zu lassen. Erst 2007 wurde er vermessen und stand ab 2008 als „größter lebender Mensch“ im Guinness-Buch der Rekorde. Damit löste er Bao Xishun aus China ab, der mit 2,35 Meter deutlich kleiner ist. Aufgrund des Größenunterschiedes wurde auf die dritte obligatorische Messung verzichtet. Bereits kurze Zeit später, am 20. August 2008, wurde ihm der Titel aber wieder entzogen, da er sich nicht vom Guinness-Buch messen ließ.
Er war ausgebildeter Tierarzt und wohnte mit seiner Mutter zusammen in seinem Geburtsort. Weder seine Größe noch seine Berühmtheit gefielen ihm. Er starb im August 2014 mit 44 Jahren an einem Schlaganfall.